# Diane Setterfield
Diane Setterfield (Berkshire, 12 d'agost de 1964) és una novel·lista anglesa, famosa per la seva novel·la El conte número tretze, una novel·la d'estil gòtic, que fa recordar l'obra Jane Eyre de Charlotte Brontë. A més de la seva obra novel·lística, té diverses publicacions de caràcter acadèmic sobre la literatura francesa dels segles XIX i XX.
Ja aficionada a la lectura des de ben petita, va estudiar literatura francesa a la Universitat de Bristol, i va especialitzar-se en la creació de la literatura francesa del segle XX d'autors com André Gide i fou professora a diversos centres tant públics com privats, a Anglaterra i a França. A les acaballes dels 90, cansada del món acadèmic, va abandonar la seva ocupació universitària per escriure, mentre ensenyava francès a nivell particular per finançar la seva nova ocupació d'escriptora. La seva primera novel·la, El conte número tretze, fou un best-seller que arribà a ser número u a la llista dels llibres més venuts segons el New York Times. Emmarcada en la tradició gòticoromàntica, l'obra de Setterfield mostra influències d'escriptores com les germanes Charlotte i Emily Brontë, a més d'altres clàssics de la novel·la anglosaxona decimonònica.